# Friedebert Tuglas
Friedebert Tuglas, född 2 mars 1886 i Ahja som Friedebert Mihkelson, död 15 april 1971 i Tallinn, var en estnisk författare, översättare och kritiker som introducerade impressionism och symbolism i estnisk litteratur.

## Biografi

### Uppväxt och tidig karriär
Tuglas föddes i Ahja 1886 och var son till en snickare. Han studerade vid  Hugo Treffnergymnasiet i Tartu från 1904 till 1905, men efter att ha fängslats för revolutionär verksamhet flydde han från Estland 1906 och återkom först 1917, efter perioder i Finland och Frankrike. Han debuterade som författare med Hingemaa 1906, en berättelse om jordbruksproletärer. Hans karakteristiska impressionistiska stil var tydlig redan i novellsamlingen Kahdeksi som utkom två år senare. Tuglas blev en av de ledande i den modernistiska Noor-Eesti-gruppen, en grupp författare och konstnärer som ville minska avståndet mellan estnisk och europeisk kultur och där författare som Gustav Suits och Anton Hansen Tammsaare ingick. Gruppen intresserade sig för den nordiska nationalromantiken och medlemmar reste till Finland och Norge för att studera denna. Tuglas själv vistades i Önningeby på Åland somrarna 1907, 1909, 1910 och 1913, tillsammans med andra medlemmar ur Noor-Eesti. Byn är förknippad med Önningebykolonin (1886–1914), en konstnärskoloni med finländska och svenska konstnärer, men verksamheten i kolonin var på nedgående när Tuglas och de andra esterna besökte byn och hur stor utbyte det fanns mellan grupperna är något oklart. År 1915 utkom hans första roman Felix Ormulsson, en berättelse om hur en ung idealistisk man blir allt mer desillusionerad, ett vanligt tema i litteraturen kring första världskriget.

### Fortsatt karriär
Efter återkomsten till Estland 1917 var Tuglas redaktör för en rad kortlivade litteraturtidskrifter (Odamees, Ilo, Tarapita) och anslöt sig för en tid till Georg Brandes litterära ideologi. I novellsamlingarna Saatus från 1917 och Raskuse vaim från 1920 samlades hans noveller från krigstiden, noveller som blandar skräck och övernaturliga inslag med realism. 1923 bytte Tuglas sitt skandinaviskt klingande efternamn Mihkelson till det mer estniska Tuglas. Många andra estniska kulturpersonligheter med tyska eller svenska efternamn bytte namn under samma period. Tuglas biografi över författaren Juhan Liiv från 1927 var hans bidrag till den växande estniska litteraturforskningen, men någon ny roman skrev han inte förrän barndomsskildringen Väike Illimar (Lille Illimar) 1937. Efter att den sovjetiska ockupationen inletts 1945 utkom Tuglas med flera novellsamlingar, men inte med några fler romaner. Hans memoarer Mälestused från 1960 rör sig i huvudsak om minnen från perioden 1885-1910, som då var en mindre politisk kontroversiell period att skriva om än självständighetstiden. Tuglas dog i Tallinn 1971.

## Tuglas - översättare och översatt

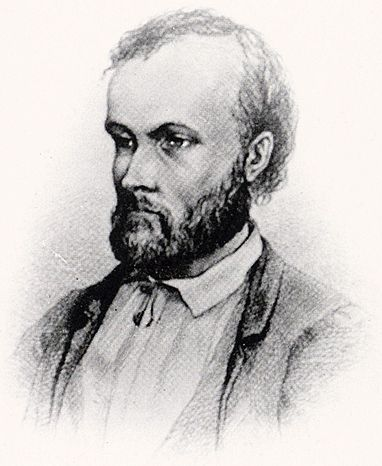
Aleksis Kivi (134-1872), en av de finska författare Tuglas översatte till estniska

Tuglas översatte flera finska författare till estniska, som Aleksis Kivi, Aino Kallas och Juhani Aho. Många av Tuglas verk har översatts till finska, också efter hans död, men en del verk har också översatts till andra språk som engelska, ryska, polska, ungerska, litauiska, lettiska, bulgariska, tyska, serbokroatiska och esperanto. En svensk översättning av de texter Tuglas skrev på Åland kommer att ges ut av Önningebymuseet under 2009.

### Romaner
- Felix Ormusson 1915
- Väike Illimar 1937

### Övrigt
- Hingemaa 1906
- Kahekesi 1908
- Liivakell 1-2 1913
- Õhtu taevas 1913
- Saatus 1917
- Teekond Hispaania 1918
- Raskuse vaim 1920
- Hingede rändamine 1925
- Ado Grenzsteini lahkumine 1925
- Juhan Liiv 1927
- Teekond Põhja-Aafrika I-III 1928-30
- Eesti Kirjameeste Selts 1932
- Kriitika I-VIII 1935-36
- Viron kirjallisuuden historia 1939
- Noorusmälestused 1940
- Esimene välisreis 1945
- Mälestused 1960
- Marginaalia 1966
- Muutlik vikerkaar 1968
- Rahutu rada 1973
- Novelle ja miniatuure 1978
- Kogutud teosed (samlade verk) 1986- (15 vol.)
- Taevased ratsanikud 1986
- Popi ja Huhuu 1986
- Tuhat aastat 1986
- Kulttuurilugu kirjapeeglis: Johannes Aaviku & Friedebert Tuglase kirjavahetus 1990 (red. Helgi Vihma)